# Phebellia imitator
Phebellia imitator är en tvåvingeart som först beskrevs av Sellers 1943.  Phebellia imitator ingår i släktet Phebellia och familjen parasitflugor. Inga underarter finns listade i Catalogue of Life.